# Oidium hortensiae
Oidium hortensiae är en svampart som beskrevs av Jørst. 1925. Oidium hortensiae ingår i släktet Oidium och familjen Erysiphaceae.   Inga underarter finns listade i Catalogue of Life.
I den svenska databasen Dyntaxa används istället namnet Microsphaera polonica för samma taxon.  Arten är reproducerande i Sverige.